# Фёдоров, Николай Алексеевич
Никола́й Алексе́евич Фёдоров (16 апреля 1925, Москва — 26 июня 2016, там же) — советский и российский филолог-классик, латинист, переводчик. Кандидат филологических наук, профессор кафедры классической филологии Института восточных культур и античности РГГУ. Прежде доцент кафедры классической филологии МГУ.

## Биография
Окончил отделение классической филологии Московского университета в 1949 году. Ученик С. И. Радцига, дипломная работа была посвящена Эсхилу.
Аспирант МГУ (1949—1952), с 1952 года преподавал там же. В 1950-е годы готовил кандидатскую диссертацию «Социальные тенденции в трагедиях Эсхила», в 1981 году защитил диссертацию «Становление эстетической лексики Цицерона». Латинской семасиологии посвящён и ряд его статей.
С 1994 года работал в Российском государственном гуманитарном университете. Преподавал латинскую словесность также в Российском православном университете, других учебных заведениях Москвы.
Был участником многих конгрессов и международных встреч латинистов, в частности, Бухарестского конгресса (август 1960), после которого в сентябре 1960 года ввёл в употребление на кафедре классической филологии Московского университета восстановленное произношение латинского языка. Вёл семинары по разговорному латинскому языку, в течение ряда лет руководил созданным им студенческим Латинским театром. С постановками Плавта в оригинале театр был на гастролях в Германии.
Заслужил известность переводами Цицерона, Фрэнсиса Бэкона, Гассенди, Локка, Гоббса и Лейбница, многими учебно-методическими трудами. Учебник латинского языка, составленный им вместе с В. И. Мирошенковой, выдержал несколько переизданий и на практике стал нормативным в московской школе классической филологии.
Похоронен на Ваганьковском кладбище, участок № 41, родственное захоронение. Автор более 60 работ.

## Основные труды

### Учебные пособия
- Lingua Latina (в соавторстве с В. И. Мирошенковой). М.: МГУ, 1968 (1-е изд.), … изд. Флинта, 2011 (11-е изд.).
- Античная литература: Рим. Хрестоматия (в соавторстве с В. И. Мирошенковой). М.: Высшая школа, 1988 (1-е изд.), … 2003 (4-е изд.)
- Античная литература: Греция. Хрестоматия (в соавторстве с В. И. Мирошенковой). М.: Высшая школа, 1989 (1-е изд.), 2002 (2-е изд.)
- Хрестоматия латинских текстов Средних веков и Возрождения. М.: Астрель, 2003.

### Переводы с латинского
- Бэкон, Ф. Сочинения в 2-х т. Том.1. М.: Мысль, 1971; Том 2. М.: Мысль, 1972.
- Бэкон, Ф. «Приготовление к естественной и экспериментальной истории.» // Субботин, А. Л. «Ф. Бэкон». М.: Мысль, 1974.
- Бэкон, Ф. Сочинения в 2-х т., изд. дополненное. Том 1. М.: Мысль, 1977; Том 2. М.: Мысль, 1978.
- Валла, Л. — Л.-В. Альберти — Ф. Филельмо — Дж. Понтано // Гуманистическая мысль Италии в XV в. М.: МГУ, 1984.
- Вергилий. Энеида. С комментариями Сервия. М., «Лабиринт», 2001. Перевод с латинского. текст Книги 1
- Гассенди, П. Сочинения в 2-х т. Том 2. М.: Мысль, 1968.
- Гоббс, Т. Сочинения в 2-х т. Том 1. М.: Мысль, 1990; Том 2, М.: Мысль, 1991.
- Лейбниц, Г. Г. Сочинения в 4-х т. Том.1. М.: Мысль, 1984; Том 3. М.: Мысль, 1984.
- Локк, Дж. Сочинения в 3-х т. Том 3. М.: Мысль, 1988.
- Сервий. «Комментарии к Энеиде». М.: Лабиринт, 2000.
- Скалигер, Ю. Ц. «Поэтика» // Литературные манифесты западноевропейских классицистов. М.: МГУ, 1980.
- Цицерон. «О пределах добра и зла. Парадоксы стоиков». М.: РГГУ, 2000.
- Цицерон. «Академика». М.: Индрик, 2004.
- Цицерон. «Эстетические фрагменты» // Лосев, А. Ф. Эллинистически-римская эстетика. М.: МГУ, 1979.

### Статьи
- «Festivus, festive, festivitas в системе эстетической лексики Цицерона», 1980.
- «Становление эстетического компонента в семантике лексической группы decus, decorum, decere, dignitas (на материале текстов Цицерона)», 1981.
- «О некоторых семантических особенностях лексической группы iucundus, iucunditas в текстах Цицерона», 1984.
- «Семантическая специфика термина pulchritudo у Цицерона», 1985.
- «Лексическая группа lepos, lepidus, lepide в системе эстетической лексики Цицерона», 1987.
- «Семантическая специфика лексической группы venustus, venustas, venuste в сочинениях Цицерона», 1989.
- «Цицерон» // Энциклопедия литературных героев". Т. 1. М.: Олимп, 1997.
- De latinarum litterarum condicione et usu in Russia saec. XV—XVI // 111 Conventus, 1993. Leuven-Antverpen: Academia latinitati fovendae, 1993.
- De statu linguae latinae in Russia // Интернет-журнал www.culturaclasica.com, 2007, Приего-ди-Кордоба, Испания
- De latinitatis studiis in Russia // Новый Гермес, 2008, Вып. 2.